# Rio Sascachevão Norte
O rio Sascachevão Norte (em inglês: North Saskatchewan River) é um curso de água que forma-se a 1800 m de altitude a partir das geleiras do Campo de gelo Columbia ao leste das montanhas Rochosas e estende-se até o centro da província de Sascachevão. Juntamente com o rio Sascachevão Sul formam o rio Sascachevão. É considerado um rio patrimônio por ter sido muito importante no desbravamento do oeste do Canadá. Esse rio passa no centro da importante e rica cidade de Edmonton, sendo um dos cartões postais da cidade.